# أرادو إس سي الأولى
أرادو إس سي الأولى (بالإنجليزية: Arado SC I) هي طائرة تدريب، بمقعدين. أنتجت في ألمانيا. من صناعة أرادو للطائرات. كان أول طيران لها في 1926. صنع منها 14 طائرة.